# しずくちゃん
しずくちゃんは、ファンシー文具メーカーのクーリア（当時はラリュシュ）によって制作されたキャラクターである。デザイナーはぎぼりつこ。

## 概要
2001年に誕生した。2003年には絵本を発売開始。2006年には『ぷるるんっ!しずくちゃん』としてアニメ化され、2007年からは第2期『ぷるるんっ!しずくちゃん あはっ☆』が放送された。また、2012年10月より第3期目のアニメ『ぴっちぴち♪しずくちゃん』が放送開始。
絵本も2019年現在33巻まで刊行されており児童（小学校低学年など）や児童の保護者を中心として人気を集め、2014年4月時点で書籍の累計部数は500万部を突破している。また、児童教材なども発売されており多岐に渡るメディア展開を果たし、タケモトピアノのCMに登場していたこともある。
2019年6月15日からはスピンオフした新シリーズ「にじいろフェアリー しずくちゃん」（絵：ぎぼりつこ、作：友永コリエ）が発売された。ヒト型に変身したしずくちゃんが活躍する物語で、キャラクターの特徴が本編とは少し異なっている。

## 登場キャラクター
キャラクターはみな下側は半球体で上側は尖がった顔の形（水滴のような形）をしており、キャラクターごとに様々な色のバリエーションがあるのが特徴である。手には指先が描かれていない。基本的にはいつも裸だが、おしゃれをするときは服を着ることもある。背中には蝶の羽を模した羽があり、空を飛ぶことができる。嬉しかったり怒ったりしても目の表情が変化しないキャラクターも存在する。

### レギュラーの妖精たち

#### 主な妖精たち
しずくの森の妖精たちの中でも、特にアニメ版での出番の多さが目立つ妖精たち。当初はしずくちゃん・うるおいちゃん・みるみるちゃん・はなたれ君・はなぢ君・アセオ君・なみだ君・コロン君・どろろんの9人だったが、第2期にてロゼちゃんが追加された。
しずくちゃん
声：伊東みやこ
本作の主人公。雲の上で生まれた雨粒の妖精。機嫌が良好だと虹を描き出す。趣味は泳ぐこと。好物は雨。原作では素直で優しい性格。てるてる坊主・蒸発してしまうらしい真夏・凍ってしまうらしい真冬が苦手。大量の水を吸いこんだり飲んだりするか、梅雨の時期に巨大化する。台風の時に暴走してしまう。うるおいちゃんとは両想い。アニメ版では原作と異なり「ぴちぴちぷるるんぷるるんぱ」と唱えると水を操る事ができる。原作では利口だが、アニメでは脳天気で間抜け。地上でも水中でも呼吸ができる。元々はアメスケ君という名前が付いていたがタイトルがしずくちゃんなので、アメスケ君＝しずくちゃんと勘違いする人が多く、2巻から現在の名前に改名された。誕生日は4月29日。5巻の占いにて、「あめのしずく」がフルネームだと思われるが定かではない。
うるおいちゃん
声：柚木涼香
本作のヒロイン。化粧水の妖精でお洒落（おしゃれ）好き。シャンリン姉妹の妹。自己中心的で気まぐれ屋である。しずくちゃんのガールフレンドだが浮気性。窓ガラスが割れるほどのかなりの音痴だったりする。5巻の占いにて、「きれいうるおい」がフルネームだと思われるが定かではない。
アニメ版ではみるみるちゃんなど、赤ちゃんの言葉が解るという描写がある。
みるみるちゃん
声：成田紗矢香
ミルクの妖精で赤ちゃんだけどかなりの力持ちで100kgまでは楽に持てるらしい。お昼寝が趣味の男の子。手芸が得意で、ぬいぐるみやブレスレットを作れる。好きなものは自分で作ったぬいぐるみ「いちごみるくちゃん」。泣き声がかなり大きい。太陽に長時間当たるとヨーグルトになる。
アニメ版では怒ったり大泣きすると巨大化する。「ブルーベリーちゃん」という妹もいる。ぬいぐるみ「ストロベリーちゃん」がお気に入り。
はなぢ君
声：愛河里花子
鼻血の妖精。いつも鼻血を流している。よく貧血に悩まされるが意外に勇ましく短気な性格。好物はチョコレート（特にピーナッツ入り）。はなたれ君とは兄弟。アニメ版では鼻血を操ることができる。アニメ版でははなたれ君と漫才コンビ「コント・はなぢ君とはなたれ君」を結成した。攻撃技は鼻血攻撃（しかし、この攻撃技ですぐ貧血になる）。
はなたれ君
声：大西健晴
鼻水の妖精。寒がりで病弱。クレヨンしんちゃんに登場するボーちゃん或いは忍たま乱太郎に登場するしんべヱのように鼻水を垂らしており、口が黒くて、目も黒いので、頭蓋骨（ずがいこつ）や埴輪（はにわ）にも似ている。おとなしい性格。はなぢ君とは兄弟。第1巻でははなたれ君が兄ではなぢ君が弟。
アニメ版では鼻水を操ることができる。またどちらが兄か弟かは不明である。
アセオ君
声：川津泰彦
汗の妖精。肥満体型で食べることが好きで嫌いな食べ物はなく特にカレーライスが大好物らしくそのためかどこかにカレーショップを開店した。汗をかくという趣味が高じて自宅をサウナにしてしまったほど。たまにダイエットするものの成果はあまりないらしい。うるおいちゃんに片思いをしている。ビールを飲むことができる。
なみだ君
声：石井真
涙の妖精。とても情熱的でよく涙を流し異常にハイテンション。　博多弁で話す。趣味でもあるスポーツに長けていて自宅を兼ねた「なみだスポーツジム」でインストラクターもしている。アセオ君たちと同じくうるおいちゃんに片思いをしている。
アニメ1、2期版ではなぜか女装している描写が多い。
コロン君
声：保村真
香水（オーデコロン？）の妖精。ナルシストな性格。ワインが飲める。昼間はヴィーノ氏のワイナリーでアルバイト・夜はホストとして働いている。3巻などでは、ロゼちゃんと行動することが多い。アロマさんのライバル。
どろろん
声：一田梨江
泥水の妖精だが意外と綺麗好きな性格。いじっぱりだが、実はさみしがりや。攻撃技は泥団子。体を洗うとミネ夫君ぐらいの体色になる。また頭が良く、テストでミネ夫以上の高得点を叩き出した。
アニメ版では、なぜか女の子と親しくなってしまう傾向があった。またステラ姫に好意を抱いていた。テストでは良く発明をしている。
ロゼちゃん
声：斎藤桃子→宮本佳那子
ロゼワインの妖精。フルネームは、ロゼ・ヴィーノ。ヴィーノ氏とマダム・ブランシュの娘。何故かお酒に弱く、酔っぱらうと顔が変わる。コロン君に好意を抱いている。アニメ版では第2期から登場した。

#### しずくの森の妖精たち
シャンプー姉さん／リンス姉さん
声：高田由美→寺田はるひ／夏樹リオ
シャンプー・リンスの妖精。双子で共にうるおいちゃんの姉である。「S×Rビューティーサロン」で働いている。美しさに全身全霊をかけている。通称「シャンリン姉妹」。
アニメ版ではポンシュさんの大ファンという設定が追加された。
みどりこさん
声：進藤尚美
緑茶の妖精。京都・宇治出身で、京都弁で話す。ロンロンとレティとともに「カフェ・どろっぷ」で働いている。おっとりした性格だが、気が強く負けず嫌い。茶道が得意。何かよいことがある前兆として頭に茶柱が立つ。
アニメ版ではポンシュさんのファンという設定が追加された。また、しずくの森の盆踊り大会の実行委員長でもあり、レイニーやシャンリン姉妹、ロンロン、レティに振り付けを教えた。
ロンロン
声：矢島晶子
烏龍茶の妖精。中国・福建省出身だが「雲南省」と説明されていた場合もあった。「ヌンチャク」が特意。「ヌンチャカ～！」が口癖。アセオ君を鍛えてる。
アニメ版ではポンシュさんの大ファンという設定が追加された。
レティ
声：成田紗矢香
紅茶の妖精。イギリス・ロンドン出身。陽気な性格。アニメ版では、「デスイーズ」が口癖。たまに意味のわからない英語を言う。味音痴で料理が下手。
アニメ版ではポンシュさんの大ファンという設定が追加された。
ヴィーノ氏
声：保村真
ワインの妖精。アニメ版では詩人。フルネームは、ヴァン・ヴィーノ。イタリア生まれのフランス育ち。いつも酔っ払っている。ワインを作るのが仕事。
マダム・ブランシュ
声：愛河里花子
白ワインの妖精。非常に元気な性格。ヴィーノ氏の妻。ポンシュさんの大ファン。日本酒が大好き。
ハニーちゃん
声：川田妙子
蜂蜜（はちみつ）の妖精の女の子。蜂蜜を作るのが趣味。いつも優しく穏やかだが、怒ると性格が一変し、関西弁になる。怠け者には厳しい。好きな球団は阪神タイガースで、たまに応援に行っている。ワイルドな一面もある。
ミネ夫君
声：吉野裕行→鈴木千尋
ミネラルウォーターの妖精。しずくちゃんのいとこで水に関しては非常にうるさい。メガネを外した時の顔つきは美形。頭が良い。しずくちゃん以外の中では唯一地上でも水中でも息ができるが、14巻では海水に弱い体質で泳げない事が判明する。14巻の目次などでは、水中で息ができるはずだがウェットスーツやスキューバを装備している。
ヨダレ君
声：青山桐子
涎（よだれ）の妖精。アセオ君のいとこ。どんなものからでも（妖精でも動物でも）食べ物を想像しては涎を垂らしているが、食べ物を想像できない妖精には、クールで興味なし。涎掛け仲間としてみるみるちゃんと仲がよい。14巻ではカナヅチであったが海の中の魚を見て「うまそ～」と思い泳げるようになった。
ポンシュさん
声：小野田浩二
日本酒の妖精。しずくの森で人気急上昇の演歌歌手で、マダム・ブランシュ、レイニー、シャンリン姉妹、カフェ・どろっぷの3人娘も講演会に入っているほど。しずくの森の盆踊り大会ではやぐら太鼓を叩いており、アニメ第44話でなみだ君に太鼓を教えた。
アロマさん
声：最上嗣生
アロマオイルの妖精。おっとりとした性格。コロン君のライバル。優しい香りで一同を和ましてくれる。

#### 学校の先生たち
絵本では「虹の森学園」アニメ版は「しずくの森学園」となっている。
極楽先生
声：篠原大作
温泉の妖精。しずく（虹）の森学園の先生。温泉が大好き。話している途中でも、すぐ寝てしまう。
麦茶先生
麦茶の妖精。国語・社会担当。優しくて教育熱心。アニメ版には登場しない。
アミ野先生
声：西野真人
スポーツドリンクの妖精。体育担当。ベジィ先生が気になっている。アニメ版ではおネエキャラで、「アミアミ」というニックネームを持つ。
ブラッディー先生
声：根谷美智子
血の妖精。理科担当。物静かで穏やかだが、ところどころ物騒な一面が見え隠れする先生。趣味は植物栽培。アニメ版では語尾に「だっち」等が付く、いわゆるぶりっ子。彼女の家はお化け屋敷をイメージした洋風の城。実は植物栽培旅行でハワイのジャングルでさまよっているところフラダンスと出会い、世界で18番目の実力を持っており、ハイビーのフラダンスの先生も担当している。
炭酸先生
声：遊佐浩二
炭酸ソーダの妖精。算数担当。爽やかでクール。少し鈍感。
メイプル・シロップ先生
声：ミルノ純
メイプルシロップの妖精。音楽担当。炭酸先生が好き。
サラ田オイル先生
声：城雅子
サラダオイルの妖精。家庭科担当。特技は料理。
アニメ版では「料理は愛」をモットーにしている。少し乙女なところがある。
ペンキ先生
声：梅津秀行
ペンキの妖精。図工担当。スペイン出身。自由を愛する芸術家。

#### 学校の友達
ハイビー
声：清水愛
ハイビスカスティーの妖精。ハワイ出身。明るい性格。
ハーブ君
ハーブティーの妖精。色々なお茶を集めることが趣味。アニメ版には登場しない。ハーブを使った料理を作ることもある。
ぷりりん
声：高木礼子
プリンドリンクの妖精。おっとりした性格。アニメ版ではとても恥ずかしがりやで、お菓子作りが得意。
ヌマオ君
声：岩田光央
沼水の妖精。怖がらせる事が好き。アニメ版では不良のようで、どろろんに「兄貴」と呼ばせている。
ほうじ君
ほうじ茶の妖精。いつも落ち着いていて、しっかりしている。アニメ版には登場しない。
レスカ
レモンスカッシュの妖精。スポーツが得意。アニメ版には登場しない。

#### 保育園の妖精たち
ベジィ先生
声：一田梨江
野菜ジュースの妖精。保育園の先生。野菜が好きで、園児の誕生日などにケーキを作って持ってくるが、全て野菜で作ったケーキだった。アニメ版のうるおいちゃんと同様、赤ちゃんの言葉が解る。
カルアちゃん
声：矢島晶子
カルアミルクの妖精。物静かでクール。
まめちゃん
声：小林優子
豆乳の妖精。いつも元気。アニメ版では、みるみるちゃんと同じく怪力。絵本版では男の子と同様水色の服を着ていたのと、アニメ版でほいっぷちゃんのことが好きになったから男の子と思われがちだが、絵本版のキャラクター紹介では名前が赤字で書かれてた上、アニメ版最終回でのお芝居ではウェディングドレスを着て男の子であるコンポタちゃんと結婚していたことから、女の子と思われる。
みてぃちゃん
声：高田由美
ミルクティーの妖精。いつも笑顔。性別は不明。
アニメ版では、女の子と思われる。
ほいっぷちゃん
声：夏樹リオ
生クリームの妖精。みるみるちゃんとは仲良し。
コンポタちゃん
声：進藤尚美
コーンポタージュの妖精。怖がりで泣き虫。

#### その他のレギュラーの妖精たち
つむりんの詳細については、ぷるるんっ!しずくちゃんの登場キャラクターを参照のこと。
ステラ姫
声：夏樹リオ
星の国のお姫様。「きらりん星」という惑星に住んでいる。昔、盗賊（どろろんの親戚？）に国の星を盗まれていたが、しずくちゃんたちのおかげで再び、星を取り戻すことができた。おしとやかに見えるけどお転婆な一面がある。

### 海の世界の妖精たち
海水の妖精たちは、羽はないが人魚の姿なので海の中を泳げる。
オーシャン君
声：川野剛稔
ひょうきん者。首にワカメのスカーフを巻いている。
マリンちゃん
声：神田朱未
明るくておっとりした女の子。頭に真珠が付いている。
海彦君
声：梶裕貴
のんきな性格。泳ぎが得意。
カイリーちゃん
おとなしく優しい性格。魚と仲良し。アニメ版には登場しない。

### ドーナツ島の妖精たち
この島の妖精たちはお菓子を作るのが得意。何か伝えようとするのが遅い。アニメ版には登場しない。
ソーダ君
ソーダ水の妖精。スポーツ大好きな男の子。
カスタード君
カスタードクリームの妖精。面倒見が良い。
ココアちゃん
ココアの妖精。明るく元気な女の子。
フルーティちゃん
フルーツジュースの妖精。ジュース作りが趣味。
メルト君
水あめの妖精。セロファンの服を着ている。

### 世界の妖精たち
キムさん
声：佐々木望
キムチスープの妖精。しずくちゃんたちが韓国で出会った。しずくちゃんたちにキムチを使った辛い料理をご馳走した。(ケーキやジュースまでキムチが使ってある)気前の良い性格。アニメ版では「キムチさん」という名前でロンロンの修行時代の友人。アセオ君のダイエットに協力した。アニメ版では「～ですカラッ！」が口癖。
パイチューさん
声：川津泰彦
白酒 (中国酒)の妖精。しずくちゃんたちが中国で出会った。ロンロンの姉妹が働いてる中華レストランの料理長。ツボ押し名人でもある。
チャイタ／チャイーラ
声：木下紗華／後藤沙緒里
チャイの妖精。しずくちゃんたちがインドで出会った。象に乗って旅をしている姉弟。レティの親戚。アニメ版ではチャイタは、うるおいちゃんに一目ぼれし、「ナマステ病」にかかったことも。
ミス・ブルーハワイ
ブルー・ハワイの妖精。しずくちゃんたちがハワイで出会った。歓迎の印にはなぢ君にキスをした。アニメ版には登場しない。
コーリーくん
声：阪口周平
コーラの妖精。しずくちゃんたちがアメリカで出会った。赤ちゃんが好きでみるみるちゃんが気に入った。
ロイヤルミルクティー女王
ミルクティーの妖精。しずくちゃんたちがイギリスで出会った。イギリスの王族でイタズラをしたどろろんを捕まえたが、しずくちゃんたちが助けてくれるように懇願した事に免じて許してあげた。元々甘い性格だった。アニメ版には登場しない。
モカロさん
コーヒーの妖精。しずくちゃんたちがコロンビアで出会った。麦わら帽子がトレードマーク。アニメ版には登場しない。
オリーブオイルさん
オリーブオイルの妖精。しずくちゃんたちがスペインで出会った。コロンくんがフラメンコを教えてもらった。アニメ版には登場しない。
ビールさん
ビールの妖精。しずくちゃんたちがドイツで出会った。アセオくんとビールの飲み比べをした。アニメ版には登場しない。

### ゲストの妖精たち
ユーレイ君、のりりん、こゆきちゃん、ラブさんの詳細については、ぷるるんっ!しずくちゃんの登場キャラクターを参照のこと。
しずくちゃんの母
6巻にて1コマのみ登場。本名は特に出てこないが、アニメ1、2期版では「レイニー」となっている。

### オリジナルキャラクター

#### アニメオリジナルキャラクター
ぷるるんっ!しずくちゃんの登場キャラクターを参照のこと。
ぴっちぴち♪しずくちゃんの登場キャラクターを参照のこと。

#### アニメ未登場キャラクター
くじらん
みるみるちゃんが釣り上げた鯨の子供。怪我をしていた所をしずくちゃんたちに助けられる。ちなみに喋れる。
海坊主
海の妖怪。時々海を荒らしたりする。
なまやつはしシスターズ
八ツ橋の妖精。しずくちゃんたちが京都の生八ツ橋工場に見学した時に出会った。こし餡のあんこちゃん、イチゴ味のいちごちゃん、チョコ味のちょこちゃん、抹茶味のまちこちゃんの4人がいる。
おじぞう君
地蔵の妖精。しずくちゃんたちが巣鴨地蔵通り商店街で出会った。しずくちゃんたちに洗い観音のことを紹介した。
キジムナー
ガジュマルの妖精。しずくちゃんたちが沖縄旅行をした時にガイドとして登場。さまざまな沖縄文化を教えた。
シー君／サーちゃん
シーサーの妖精。両方キジムナーの友達。シー君は、緑の体色の男の子。サーちゃんは、黄色の体色の女の子。サラ田オイル先生に気に入られる。
マロウ君
マロウブルーの妖精。手品師で普段は青紫でおっとりした性格、手品も失敗ばかりだが、特定の物質に触ると、体色が変化し、性格も変わる。レスカなどのレモンといった酸性のものに触れると、ピンク色になり、性格はイケメン系になり、手品の技術の腕も上がる。ハニーちゃんのようなハチミツの成分に触れると、黒くなり、性格は荒々しく凶暴になって炎のマジックをやりたがる。
キュアちゃん
マニキュアの妖精。
ウォッシュ君
マウスウォッシュの妖精。
ポムちゃん
シードル(リンゴ酒)の妖精。
タッピィ
タピオカミルクティーの妖精。

## 書籍

### オリジナル絵本
全巻セットが通販サイトなどで販売されており、2007年2月に8巻が発売されて以降、オリジナル絵本の巻数が偶数に達した時に追加されている。
1. ちいさなしずくのようせいたち。（2003年5月28日）
2. しずくの森はおおさわぎ。（2003年11月28日）
3. しずくパークにようこそ!（2004年6月28日）
4. ぼくらのだいぼうけん。（2005年1月28日）
5. がっこうはたのしいな（2005年8月28日）
6. しずくの森の12か月。（2006年3月28日）
7. わくわく★しゅうがくりょこう（2006年8月28日）
8. おとぎばなしげきじょう（2007年2月28日）
9. おしごとにチャレンジ!（2007年8月28日）
10. うきうき♪しずくの森（2008年2月28日）
11. わいわい♪東京めぐり（2008年8月28日）
12. ぼくらのハッピータイム（2009年2月28日）
13. がくえんさいにいらっしゃい!（2009年8月28日）
14. ハイサイ!沖縄めぐり（2010年1月19日）
15. デパート★レボリューション（2010年7月14日）
16. ねがいをかなえて♪バスのたび!（2011年1月18日）
17. がっこうはオバケがいっぱい!（2011年7月25日）
18. しずくの森のスーパーヒーロー（2012年1月20日）
19. クリスマスはおおいそがし!（2012年10月20日）
20. どきどき☆ハッピーバースデー（2013年3月25日）
21. 忍者でござる!（2013年9月14日）
22. レッツゴー!北海道ツアー（2014年3月10日）
23. パティシエになりた〜い!（2014年10月8日）
24. すてきな日曜日♪（2015年3月16日）
25. めちゃモテだいさくせん（2015年10月19日）
26. ホラーハウスへようこそ…（2016年3月11日）
27. アルバイト★ゴー!ゴー!（2016年10月22日）
28. まんが家しゅぎょう中!（2017年3月22日）
29. しずくの森のお正月（2017年11月9日）
30. オリンピックだよ!全員集合（2018年4月21日）
31. マジカル★ハロウィンパーティー（2018年9月8日）
32. ようこそ！ニッポン 春と夏（2019年2月9日）
33. あっぱれ！ニッポン 秋と冬（2019年9月13日）
34. ときめき★サプライズ・キャンプ（2020年3月31日）
35. こちら、しずくたんていじむしょ（2020年9月30日）
36. ひみつのまほう学校（2021年3月31日）
37. しずくの森チャンネルはじまるよ（2021年9月30日）
38. うるおいちゃん、けっこんする！？（2022年3月31日）
39. きょうふのクルーズ船（2022年9月30日）
40. なぞのふわふわパン屋さん（2023年3月31日）
41. ハートいっぱい！ バレンタイン（2023年12月31日）
42. おとぎばなしプリンセス（2024年4月30日）
43. あたしはアイドル！ うるおいちゃん（2025年2月28日）

### しずくちゃんとあそぼう!シリーズ
1. しずくちゃんのパズル・ちえあそび（2004年11月28日）
2. しずくちゃんのことば・かずあそび（2006年1月28日）
3. しずくちゃんのおえかき・ちのうあそび（2006年12月28日）

### しずくちゃんドリル
- 入学準備～小学1年のひらがな/カタカナ（2005年12月28日）
- 小学1年のかんじ（2005年12月28日）
- 小学1年のさんすう（2005年12月28日）
- こどもの脳力アップ 小学1・2年（2006年7月28日）
- こどもの音読・ことば 小学1・2年（2006年7月28日）
- 小学2年のかけざん（2006年8月28日）
- 小学1・2年の学習ドリル（2006年10月28日）
- 小学2年のかん字 楽しいストーリーでグングン身につく!（2006年12月28日）
- 小学1・2年の学習クイズ 楽しいストーリーとクイズで自然に学習できる!（2007年1月28日）
- 小学1年のひきざん 楽しいストーリーでグングン身につく!（2007年4月28日）
- 入学準備～小学1年のかず・かたち・ながさ 楽しいストーリーでグングン身につく!（2007年7月28日）
- 小学2年のたし算・ひき算 楽しいストーリーでグングン身につく!（2007年7月28日）

### しずくちゃんシールブック
1. （2004年1月28日）
2. （2004年4月28日）
3. （2005年11月28日）
4. （2006年6月28日）

### しずくちゃんといっしょブック
すべて学習研究社より発売。
1. （2006年6月28日）
2. （2006年10月28日）
3. （2006年12月28日）
4. （2007年3月28日）
5. （2007年6月28日）
6. （2007年9月28日）
7. （2007年12月28日）
8. （2008年3月28日）
9. （2008年6月28日）
10. （2008年9月28日）

### しずくちゃんミニしかけえほん
1. なぞなぞ12かげつ（2007年12月28日）
2. なぞなぞひらがな 1（2007年12月28日）
3. なぞなぞひらがな 2（2007年12月28日）
4. クイズおとぎばなし（2007年12月28日）

### その他
- しずくちゃんのあいうえお（2005年3月28日）
- 北海道だよ!しずくちゃん（2005年4月28日）[16]
- しずくちゃんかるた（2006年10月28日）
- しずくちゃんうらないブック（2007年10月28日）
- しずくちゃんきせつのずかん（2008年3月28日）
- しずくちゃんかん字の学校 一年生のかん字（2008年5月28日）
- GAKKEN MOOK しずくちゃんおえかき・ぬりえブックスペシャル（2008年7月28日）
- しずくちゃんおりがみあそび 遊びながら子どもの脳がぐんぐん育つ（2008年7月28日）
- しずくちゃんかわいいきものずかん（2008年9月28日）
- しずくちゃんたのしいまちがいさがし・めいろあそび（2008年12月28日）
- しずくちゃん キャンプにいく♪（2010年2月24日）
- しずくちゃん まちがいさがし!（2012年4月13日）[17]
- しずくちゃん おやつクッキング（2015年8月10日）
- 4コマまんが! よりぬき しずくちゃん（2015年12月11日）
- しずくちゃん なぞなぞクイズブック あいうえお編（2016年9月14日）

### TVアニメ関連
- わくわくシールえほん ぷるるんっ!しずくちゃん はってはがせるシールであそぼう（2007年1月28日）
- テレビ超ひゃっか ぷるるんっ!しずくちゃん ひみつじてん（2007年1月28日）[18]
- GAKKEN MOOK ぷるるんっ!しずくちゃん おえかき・ぬり（2007年2月28日）
- GAKKEN MOOK ぷるるんっ!しずくちゃん おえかき・2（2007年7月28日）
- GAKKEN MOOK ぷるるんっ!しずくちゃん あそびブック（2007年8月28日）
- カラーワイド ぷるるんっ!しずくちゃん ぷるるんっ!CD（2007年4月28日）
- ぷるるんっ!しずくちゃん しずくちゃんをさがせ!（2007年4月28日）
- ぷるるんっ!しずくちゃん あはっ☆ しずくちゃんをさがせ! みんなでたのしいおかいもの!（2008年3月28日）
- ぷるるんっ!しずくちゃん あはっ☆ しずくちゃんワクワクまちがいさがし ゆうえんちであそぼう!（2008年3月28日）
- ぴっちぴち♪しずくちゃん うるるんシールブック（2013年8月2日）[19]

### TVアニメえほんシリーズ ぷるるんっ!しずくちゃん
1. （2007年1月28日）
2. （2007年1月28日）
3. （2007年2月28日）
4. （2007年3月28日）

- たのしいあいうえお（2007年2月28日）
- たのしいおりがみ（2007年3月28日）
- たのしいなぞなぞ 小学1年生レベル（2007年3月28日）
- たのしいめいろ かいて、けしてなんどもあそべる!（2007年3月28日）
- たのしいまちがいさがし（2007年3月28日）
- ドキドキうらない あなたのうんめいがわかる!?（2007年7月28日）
- たのしいクイズ 小学1年生（2007年7月28日）
- ぷるるんっ!しずくちゃん あはっ☆ たのしいりったいおりがみ（2007年12月28日）
- ぷるるんっ!しずくちゃん あはっ☆ ドキドキなぞなぞ 小学1年生レベル（2008年7月28日）

## テレビアニメ
1. ぷるるんっ!しずくちゃん
  - 2006年10月7日 - 2007年9月29日まで、テレビ東京系ほかで放送。全51話。
2. ぷるるんっ!しずくちゃん あはっ☆
  - 2007年10月7日より2008年9月28日まで、テレビ東京系ほかで放送。全51話。
3. ぴっちぴち♪しずくちゃん
  - 2012年10月5日から2013年9月28日まで、サンテレビ、tvk、チバテレビで放送。全52話。

## 雑誌掲載
- 『キャラさがしランド』（主婦と生活社） - しずくちゃんのページが連載。
- 『CANDy』2002年秋号（2002年9月21日発売、白泉社） - しずくちゃんが掲載。
- 『ピチレモン』2002年11月号（2002年11月1日発売、学研パブリッシング） - おもしろキャラクターのページにしずくちゃんが掲載。